# Linia kolejowa 117 Jablonica – Brezová pod Bradlom
Linia kolejowa nr 117 Jablonica – Brezová pod Bradlom – linia kolejowa na Słowacji o długości 11,7 km, łącząca Jablonica z miejscowością Brezová pod Bradlom. Jest to linia jednotorowa oraz niezelektryfikowana.